# Neocryphoeca beattyi
Neocryphoeca beattyi är en spindelart som beskrevs av Vincent Daniel Roth 1970. Neocryphoeca beattyi ingår i släktet Neocryphoeca och familjen panflöjtsspindlar. Inga underarter finns listade i Catalogue of Life.